# کویلچ
کویلچ (به لهستانی:  Kwilcz) یک روستا در لهستان است که در گمینا کویلچ واقع شده‌است. کویلچ ۲٬۷۴۶ نفر جمعیت دارد.